# Mozé-sur-Louet
 Mozé-sur-Louet  es una población y comuna francesa, en la región de Países del Loira, departamento de Maine y Loira, en el distrito de Angers y cantón de Les Ponts-de-Cé.

## Demografía
| 1002 | 978 | 1107 | 1434 | 1802 | 2000 |
| Para los censos de 1962 a 1999 la población legal corresponde a la población sin duplicidades (Fuente: INSEE [Consultar]) |     |      |      |      |      |